# Agrone (mitologia)
Nella mitologia greca, Agrone era il nome di uno dei figli di Eumelo.

## Il mito
Agrone con le sorelle Meropi e Bissa viveva nell'isola di Cos. Egli odiava tutti gli dei tranne uno, Rea la madre terra per via dei raccolti che offriva e che permetteva tranquillamente alla sua famiglia di vivere agiatamente.
Gli dei stanchi delle continue offese decisero di punire la sua famiglia così Artemide, Ermes ed Atena trasformarono Bissa in un gabbiano, Meropi in una civetta, Eumelo in corvo e Agrone in un piviere.

### Fonti
- Antonino Liberale, Metamorfosi 15

### Moderna
- Anna Ferrari, Dizionario di mitologia, Litopres, UTET, 2006, ISBN 88-02-07481-X.